# 我们讲述的故事
《我们讲述的故事》（英語：Stories We Tell）是一部2012年加拿大纪录片，导演莎拉·波莉，主演丽贝卡·詹金斯。

## 剧情
该片讲述了“莎拉·波莉”的家人迈克尔和黛安娜·波莉的故事。

## 演出
| 演员          | 角色 | 备注 |
| 丽贝卡·詹金斯 |      |      |

## 花絮
该片在多伦多国际电影节荣膺2012年加拿大十佳电影。
第85屆國家評論協會獎最佳紀錄片。
2013年1月8日，该片荣膺多伦多影评人协会的奖金$100,000。同时获得多个美国影评人协会的提名与授奖。
2012年10月12日，该片在加拿大各大影院上映。2013年5月17日，该片在美国各大影院上映。